# 吉見春雄
吉見 春雄（よしみ はるお、1901年（明治34年）3月21日 - 1983年（昭和58年）2月6日）は、日本の大正・昭和期の社会主義運動家。

## 来歴・人物
宮城県刈田郡白石町(現・白石市)出身。静岡県立静岡中学校を経て、1923年（大正12年）、東京外国語学校ロシア語科を中退した。在学中、社会問題研究会を創立、学生連合会に加盟。またML会に入会する。中退後は静岡で青年運動に身を投じる。
1925年（大正14年）、無産政党組織準備静岡県協議会常任書記となる。1927年（昭和2年）、全日本無産青年同盟中央常任書記となり、また日本共産青年同盟に加入した。1928年（昭和3年）三・一五事件で検挙され懲役3年に処せられた。1932年（昭和7年）、日本共産党（非常時共産党）に入党。大阪でオルグ、1933年（昭和8年）に逮捕されるが脱出し、地下生活に入る。1941年（昭和16年）、再検挙された。
戦後は静岡県で共産党の再建に努めた。1970年（昭和45年）まで静岡県委員、のち名誉県委員。

## 関係図書

### 自著
- 『ナロードへの径 －吉見春雄の素描－』吉見和子・佐野ウララ[3][4][注釈 1] 、1983年3月
- 吉見和子（編）『ひとつの航跡 静岡県労働運動の黎明』吉見春雄遺稿集刊行委員会、1987年

### その他
- 吉見和子『静岡県 無産青年運動の群像 吉見春雄資料より』 同時代社、1997年7月
- 小木宏『囚われて短歌を遺した人びと』本の泉社、2006年5月 ISBN 4-88023-946-1
- 佐野ウララ（編）『吉見春雄戦時下の短歌ノート』 同時代社、2010年6月